# Suipinima pitanga
Suipinima pitanga là một loài bọ cánh cứng trong họ Cerambycidae.